# Doñana
Doñana este o arie protejată (arie specială de conservare — SAC, sit de importanță comunitară — SCI, arie de protecție specială avifaunistică — SPA) din Spania întinsă pe o suprafață de 128.267,85 ha, integral pe uscat.

## Localizare
Centrul sitului Doñana este situat la coordonatele 37°03′08″N 6°26′49″W / 37.0522°N 6.4469°V.

## Înființare
Situl Doñana a fost declarat arie de protecție specială avifaunistică în septembrie 1987 pentru a proteja 9 specii de plante și 197 de specii de animale. Alte tipuri de protecție:
- sit de importanță comunitară (în decembrie 2003)
- arie specială de conservare (în septembrie 2012)[3][5][6]

## Biodiversitate
Situată în ecoregiunile marină Atlantică și mediteraneană, aria protejată conține 37 de habitate naturale: Păduri de Quercus suber, Ape puternic oligomezotrofe cu vegetație bentonică cu Chara spp., Dune mobile de-a lungul țărmului cu Ammophila arenaria („dune albe”), Lagune de coastă, Dune fixe decalcificate atlantice (Calluno-Ulicetea), Dune de coastă cu Juniperus spp., Râuri mediteraneene cu debit intermitent, cu specii de Paspalo-Agrostidion, Iazuri temporare mediteraneene, Pășuni mediteraneene udate de apa mării (Juncetalia maritimi), Păduri de Olea și Ceratonia, Mlaștini calcaroase cu Cladium mariscus și specii de Caricion davallianae, Vegetație anuală la limita mareei, Recifuri, Galerii de Salix alba și de Populus alba, Fânețe de joasă altitudine (Alopecurus pratensis, Sanguisorba officinalis), Tufărișuri termo-mediteraneene și de pre-deșert, Pseudostepă cu ierburi și specii anuale de Thero-Brachypodietea, Păduri termofile cu Fraxinus angustifolia, Estuare, Stepe sărăturate mediteraneene (Limonietalia), Dune cu tufărișuri sclerofile Cisto-Lavenduletalia, Păduri de Quercus ilex și Quercus rotundifolia, Terase mlăștinoase și terase nisipoase neacoperite de apă la reflux, Dune de coastă fixe cu vegetație erbacee („dune gri”), Lacuri eutrofice naturale cu vegetație de tip Magnopotamion sau Hydrocharition, Depresiuni intradunale umede, Lacuri și iazuri distrofice naturale, Pajiștile Spartina (Spartinion maritimae), Pajiști umede mediteraneene cu ierburi înalte de Molinio-Holoschoenion, Dune împădurite cu Pinus pinea și/sau Pinus pinaster, Salicornia și alte specii anuale care populează regiunile mlăștinoase și nisipoase, Dune cu vegetație ierboasă Malcolmietalia, Ape oligotrofe din câmpii nisipoase, cu un conținut foarte redus de minerale (Littorelletalia uniflorae), Tufărișuri halofile mediteraneene și termo-atlantice (Sarcocornetea fruticosi), Dehesas cu Quercus spp. perene, Galerii și tufărișuri riverane sudice (Nerio-Tamaricetea și Securinegion tinctoriae), Faleze cu vegetație de Limonium spp. endemic de pe coastele mediteraneene.
La baza desemnării sitului se află mai multe specii protejate:
- plante (9): Armeria velutina, caropsis verticillatoinundata (Caropsis verticillato-inundata), Gaudinia hispanica, Linaria tursica, Marsilea strigosa, Micropyropsis tuberosa, Narcissus cavanillesii, Plantago algarbiensis, Riella helicophylla
- păsări (176): uliu porumbar (Accipiter gentilis), lăcar mare (Acrocephalus arundinaceus), pitulice de apă (Acrocephalus paludicola), fluierar de munte (Actitis hypoleucos), vulturul negru (Aegypius monachus), alca (Alca torda), pescăruș albastru (Alcedo atthis), rață sulițar (Anas acuta), rață pitică (Anas crecca), rață mare (Anas platyrhynchos), Anser albifrons albifrons, gâscă cenușie (Anser anser), fâsă-de-câmp (Anthus campestris), fâsă de pădure (Anthus spinoletta), Aquila adalberti, acvilă de munte (Aquila chrysaetos), Aquila fasciata, egretă mare (Ardea alba), stârc cenușiu (Ardea cinerea), stârc roșu (Ardea purpurea), stârc galben (Ardeola ralloides), pietruș (Arenaria interpres), ciuf de câmp (Asio flammeus), rață-cu-cap-castaniu (Aythya ferina), rața moțată (Aythya fuligula), rață roșie (Aythya nyroca), buhai de baltă (Botaurus stellaris), Branta leucopsis, buha (Bubo bubo), Bubulcus ibis, pasărea ogorului (Burhinus oedicnemus), șorecarul comun (Buteo buteo), ciocârlie-cu-degete-scurte (Calandrella brachydactyla), Calidris alba, fugaci de țărm (Calidris alpina), Calidris canutus, fugaci roșcat (Calidris ferruginea), Calidris maritima, fugaci mic (Calidris minuta), bătăuș (Calidris pugnax), caprimulg (Caprimulgus europaeus), Caprimulgus ruficollis, Certhia brachydactyla, prundăraș de sărătură (Charadrius alexandrinus),  prundaș gulerat mic (Charadrius dubius), prundaș gulerat mare (Charadrius hiaticula), chirichița cu obraz alb (Chlidonias hybrida), chirighiță neagră (Chlidonias niger), barză albă (Ciconia ciconia), barză neagră (Ciconia nigra), șerpar (Circaetus gallicus), erete de stuf (Circus aeruginosus), erete vânăt (Circus cyaneus), erete cenușiu (Circus pygargus), acvilă țipătoare (Clanga clanga), acvilă-țipătoare-mică (Clanga pomarina), porumbel gulerat (Columba palumbus), dumbrăveancă (Coracias garrulus), prepeliță (Coturnix coturnix), gușă vânătă (Cyanecula svecica), egretă mică (Egretta garzetta), Elanus caeruleus, presură de grădină (Emberiza hortulana), Eudromias morinellus, șoim de iarnă (Falco columbarius), Falco naumanni, șoim călător (Falco peregrinus), șoimul rândunelelor (Falco subbuteo), vânturel roșu (Falco tinnunculus), vânturel de seară (Falco vespertinus), cinteză (Fringilla coelebs), lișiță (Fulica atra), Fulica cristata, ciocârlan (Galerida cristata), Galerida theklae, becațină comună (Gallinago gallinago), găinușă de baltă (Gallinula chloropus), cufundar polar (Gavia arctica), cufundar mare (Gavia immer), cufundar mic (Gavia stellata), pescăriță râzătoare (Gelochelidon nilotica), ciovlica roșcată (Glareola pratincola), cocor (Grus grus), vulturul pleșuv sur (Gyps fulvus), scoicar (Haematopus ostralegus), acvilă pitică (Hieraaetus pennatus), piciorong (Himantopus himantopus), Hydrobates leucorhous, Hydrobates pelagicus, Hydrocoloeus minutus, pescăriță mare (Hydroprogne caspia), stârc pitic (Ixobrychus minutus), capîntortură (Jynx torquilla), Larus audouinii, pescăruș negricios (Larus fuscus), Larus genei, Larus marinus, pescăruș-cu-cap-negru (Larus melanocephalus), Larus michahellis, pescăruș râzător (Larus ridibundus), sitar de mal nordic (Limosa lapponica), sitar de mâl (Limosa limosa), grelușel-de-zăvoi (Locustella luscinioides), forfecuță gălbuie (Loxia curvirostra), ciocârlie de pădure (Lullula arborea), becațină mică (Lymnocryptes minimus), rață fluierătoare (Mareca penelope), Marmaronetta angustirostris, rață neagră (Melanitta nigra), ciocârlie de bărăgan (Melanocorypha calandra), Mergus serrator, prigoare (Merops apiaster), gaia neagră (Milvus migrans), gaia roșie (Milvus milvus), mierlă de piatră (Monticola saxatilis), codobatura galbenă (Motacilla flava), muscar sur (Muscicapa striata), vultur egiptean (Neophron percnopterus), rață cu ciuf (Netta rufina), Numenius arquata arquata, Numenius phaeopus, stârc de noapte (Nycticorax nycticorax), pietrar mediteranean (Oenanthe hispanica), pietrar sur (Oenanthe oenanthe), ciuf-pitic (Otus scops), Oxyura leucocephala, vultur pescar (Pandion haliaetus), Phalacrocorax aristotelis aristotelis, cormoran mare (Phalacrocorax carbo carbo), Phalacrocorax carbo sinensis, flamingo roz (Phoenicopterus roseus), codroșul de pădure (Phoenicurus phoenicurus), lopătar (Platalea leucorodia), țigănuș (Plegadis falcinellus), ploier auriu (Pluvialis apricaria), ploier argintiu (Pluvialis squatarola), corcodel mare (Podiceps cristatus), corcodel-cu-gât-negru (Podiceps nigricollis), Porphyrio porphyrio porphyrio, Pterocles alchata, Puffinus mauretanicus, cristei de baltă (Rallus aquaticus), ciocântors (Recurvirostra avosetta), pițigoi-pungar (Remiz pendulinus), lăstun de mal (Riparia riparia), Rissa tridactyla, mărăcinar (Saxicola rubetra), mărăcinar negru (Saxicola torquatus), sitar de pădure (Scolopax rusticola), Spatula clypeata, rață cârâitoare (Spatula querquedula), chiră de baltă (Sterna hirundo), chiră mică (Sternula albifrons), turturică (Streptopelia turtur), silvie roșcată (Sylvia cantillans), Sylvia conspicillata, silvie de tufiș (Sylvia undata), corcodel mic (Tachybaptus ruficollis), călifar roșu (Tadorna ferruginea), călifar alb (Tadorna tadorna), spârcaci (Tetrax tetrax), chiră de mare (Thalasseus sandvicensis), fluierar negru (Tringa erythropus), fluierar de mlaștină (Tringa glareola), fluierar cu picioare verzi (Tringa nebularia), fluierarul de zăvoi (Tringa ochropus), fluierar de lac (Tringa stagnatilis), fluierarul cu picioare roșii (Tringa totanus), pănțărușul (Troglodytes troglodytes), mierlă gulerată (Turdus torquatus), Turnix sylvaticus, pupăză (Upupa epops), Uria aalge, nagâț (Vanellus vanellus), Zapornia parva, Zapornia pusilla
- amfibieni (1): Discoglossus galganoi
- mamifere (9): vidră de râu (Lutra lutra), râs iberic (Lynx pardinus), liliac cu aripi lungi (Miniopterus schreibersii), liliac cu urechi de șoarece (Myotis blythii), liliac cărămiziu (Myotis emarginatus), marsuin (Phocoena phocoena), liliacul mare cu potcoavă (Rhinolophus ferrumequinum), liliacul mic cu potcoavă (Rhinolophus hipposideros), liliacul cu potcoavă a lui méhely (Rhinolophus mehelyi)
- pești (7): șip (Acipenser sturio), Alosa alosa, Alosa fallax, Aphanius baeticus, Iberochondrostoma lemmingii, Luciobarbus comizo, Petromyzon marinus
- reptile (4): Caretta caretta, țestoasa de baltă (Emys orbicularis), Mauremys leprosa, Testudo graeca

Pe lângă speciile protejate, pe teritoriul sitului au mai fost identificate 42 de specii de plante, 99 de specii de păsări, 4 specii de amfibieni, 9 specii de mamifere, 4 specii de nevertebrate, 21 de specii de pești, 12 specii de reptile.